# Victoire (prénom)
Pour les articles homonymes, voir Victoire.
Victoire est un prénom féminin, fêté à différentes dates, voir à la page Sainte Victoire .

## Variantes
On trouve les variantes ou diminutifs féminins Vicki, Vickie, Vicky, Victoria, Victorine,Victoriane et Vittoria.
Au masculin, on rencontre les variantes Victorio, Victorius et Vittorio.

## Variantes linguistiques
- allemand: Viktoria
- anglais: Victoria
- bulgare: Виктория (Viktorija)
- coréen: 빅토리아 (Biktoria)
- croate: Viktorija
- danois: Viktoria
- espagnol: Victoria
- finnois: Viktoria
- grec: Βικτώρια (Viktória)
- hongrois: Viktória
- islandais: Viktoría
- italien: Vittoria, Vittoriana
- japonais: ビクトリア (Bikutoria)
- letton: Viktorija
- lituanien: Viktorija
- macédonien: Викторија (Viktorija)
- norvégien: Viktoria
- polonais: Wiktoria
- portugais: Vitória
- roumain: Victoria
- russe: Виктория (Viktoriya)
- serbe: Viktorija en serbe latin, Викторија en serbe cyrillique
- slovaque: Viktória
- slovène: Viktorija
- suédois: Victoria, Viktoria
- tchèque: Viktorie
- ukrainien: Вікторія (Viktorija)

## Personnalités
- Plusieurs princesses, reines ou impératrices portèrent ce prénom :
  - Dauphine Victoire de France, aussi connue sous le nom de Marie-Anne-Christine de Bavière (1660-1690) ;
  - Victoire de France , nom de plusieurs princesses françaises, dont :
    - Victoire de France (1556-1556), fille d'Henri II de France ;
    - Victoire de France (1733-1799), dite Madame Victoire, fille de Louis XV.
- Victoire de Donnissan de La Rochejaquelein
- Victoire Brielle
- Victoire Cappe
- Julie-Victoire Daubié
- Victoire Doutreleau, mannequin des années 1950 à 60
- Victoire Thivisol
- Victoire de Castellane
- Victoire Maçon-Dauxerre